# 풍뎅이뎅이
《풍뎅이뎅이》는 2018년에 개봉한 대한민국의 영화이다.

## 줄거리
어느 날 고치에서 깨어나 ‘곤충의 숲’에서 살게 된 ‘뎅이’ 
수개미 ‘가얌이’, 바퀴벌레 ‘레미’ 등 다양한 곤충 친구들과 만나면서 겪는 유쾌하고 신나는 숲속 일상을 그린 5부작 애니메이션 
1부: 슴이 바이러스 
2부: 뿌리깊은 나무 
3부: 로망스 
4부: 운수 좋은 날 
5부: 비밀의 방

## 캐스팅
- 배정미 : 뎅이 역 (목소리)
- 김선혜 : 가얌이 역 (목소리)
- 서지연 : 레미 역 (목소리)
- 사성웅 : 슴이 아저씨 역 (목소리)
- 전태열 : 장군이 아저씨 / 무치 역 (목소리)
- 안용욱 : 토목미 아줌마 역 (목소리)